# ریچل استیونز
ریچل استیونز (انگلیسی: Rachel Stevens؛ زادهٔ ۹ آوریل ۱۹۷۸) یک موسیقی‌دان اهل بریتانیا است. وی از سال ۱۹۹۹ میلادی تاکنون مشغول فعالیت بوده‌است.